# پل کی
پل کی (انگلیسی: Paul Kaye؛ زادهٔ ۱۵ دسامبر ۱۹۶۴) کمدین و هنرپیشه اهل بریتانیا است.
از فیلم‌ها یا برنامه‌های تلویزیونی که وی در آن نقش داشته است، می‌توان به ورا، دابلیو. دلتا. زد، مأمور کدی بنکس ۲: مقصد لندن، ناگفته‌های دراکولا، پن، لیلیهامر، افسانه‌های واهی، ناندور فودور و خدنگ سخنگو و توپ سیاه اشاره کرد.